# Herly Alcázar
Herly Enrique Alcázar (ur. 30 października 1976 w Cartagena de Indias) – kolumbijski piłkarz występujący na pozycji napastnika. Zawodnik bez klubu.

## Kariera klubowa
Alcázar zawodową karierę rozpoczynał w 2000 roku w peruwiańskim zespole Cienciano. W trakcie sezonu 2000 odszedł do kolumbijskiego Atlético Junior. W połowie następnego sezonu został graczem peruwiańskiego Sportingu Cristal. Następnie grał w kolumbijskich drużynach: Santa Fe, Deportes Tolima oraz Centauros Villavicencio.
W 2004 roku trafił do Once Caldas i w tym samym roku zdobył z nim Copa Libertadores. W Once spędził jeden sezon. W 2005 roku odszedł do peruwiańskiego Universidadu San Martín, z którym wywalczył wicemistrzostwo fazy Clausura.
W 2006 roku Alcázar wyjechał do Chile, by grać w tamtejszym Universidadzie de Chile. Potem grał w meksykańskim Jaguares de Chiapas, chilijskim O’Higgins oraz kolumbijskich ekipach Atlético Junior, Atlético Huila. W połowie sezonu 2009 przeszedł do La Equidad. W 2010 roku wywalczył z nim wicemistrzostwo fazy Apertura 2010.
W trakcie sezonu 2010 trafił do zespołu América Cali. Po zakończeniu tamtego sezonu, odszedł z klubu.

## Kariera reprezentacyjna
W reprezentacji Kolumbii Alcázar rozegrał 1 spotkanie. Było to towarzyski mecz przeciwko Ekwadorowi (0:0), rozegrany 9 czerwca 2003 roku. W tym samym roku znalazł się w kadrze Puchar Konfederacji. Nie zagrał jednak na nim ani razu. Tamten turniej Kolumbia zakończyła na 4. miejscu.